# Ignacy Chylewski
Ignacy Chylewski herbu Jastrzębiec (ur. 1844 w Kaliszu, zm. 3 marca 1900 we Lwowie) – polski inżynier.

## Życiorys
Urodził się w 1844. Wywodził się z rodu Chylewskich herbu Jastrzębiec.
Działał w organizacji powstania styczniowego 1863 pomagając Hipolitowi Zawadzkiemu w Opoczyńskiem. Potem służył w stopniu porucznika kawalerii, jako adiutant w oddziałach Mariana Langiewicza (brał udział w bitwach od Szydłowca do Grochowisk), Ludwika Mycielskiego (brał udział w bitwie pod Piotrkowicami), Aleksandra Kosy Morbitzera (brał udział w walkach pod Przedborzem). Uczestniczył też w innych bitwach. Był raniony bagnetem w lewą rękę, lancą w bok, pałaszem w okolice brwi. Został wzięty do niewoli, po czym zbiegł z Proszowic.  
W późniejszych latach był inżynierem. Był właścicielem fabryki maszyn w Tarnowie. Był starszym inżynierem biura kolejowego w C. K. Wydziale Krajowym.
We Lwowie zamieszkiwał przy ul. Zyblikiewicza 33b. Zmarł na serce 3 marca 1900 w wieku 56 lat. Został pochowany na Cmentarzu Łyczakowskim we Lwowie 5 marca 1900. We wspomnieniu w „Słowie Polskim” z tego dnia napisano, że był jedną z najpopularniejszych postaci wśród szermierzy ostatniej walki za wolność naszą.